# Ferdinand de Grève
Pour les articles homonymes, voir Grève (homonymie).
Compléments
résistant et prisonnier politique
Ferdinand de Grève est né le 19 janvier 1910 à Schaerbeek et est décédé en 1980.  Il fut un résistant belge, prisonnier politique et membre du conseil général du Comité International de Buchenwald Dora et Kommando.

## Biographie
Ferdinand de Grève était un fonctionnaire belge. Le 8 mai 1944 il fut arrêté comme prisonnier politique et envoyé au camp de concentration de Buchenwald.  Il y reçut le numméro 49053 et fut affecté au kommando de gardiennage, ce qui lui a permis de participer au sauvetage de nombreux détenus. Il devint membre belge de l'Organisation militaire internationale (OMI), bras armé du Comité international de résistance de Buchenwald. 
Lorsque le régime nazi fut renversé, il rentra en Belgique et fut secrétaire de l'Association belge de Buchenwald et membre du Comité International de Buchenwald Dora et Kommando.

## Littérature et médias
- (de) IDFBW000956 Dokumentarfilm DDR, 1974: UND JEDER HATTE EINEN NAMEN. ETTERSBERG (BUCHENWALD). [AT], Regie: Gerhard Jentsch, Produktion: DEFA-Studio für Kurzfilme, Potsdam-Babelsberg; für Nationale Mahn- und Gedenkstätte Buchenwald, Weimar
- (de) Ouvrage collectif : Buchenwald. Mahnung und Verpflichtung. Dokumente und Berichte. (Buchenwald. Rappels et obligations. Documents et rapports) Deutscher Verlag d. Wissenschaften, Berlin 1983, S. 754.